# Pavlje
Pavlje, település Szerbiában, a Raškai körzet Novi Pazar községében.

## Népesség
- 1948-ban 397 lakosa volt.
- 1953-ban 440 lakosa volt.
- 1961-ben 474 lakosa volt.
- 1971-ben 405 lakosa volt.
- 1981-ben 318 lakosa volt.
- 1991-ben 246 lakosa volt.
- 2002-ben 178 lakosa volt, akik közül 168 szerb (94,38%) és 10 bosnyák (5,61%).